# Derby Type K 4
Der Derby Type K 4 ist ein Pkw-Modell der Zwischenkriegszeit. Hersteller war Derby in Frankreich.

## Type K 4
Das Modell erschien im Oktober 1928. Bis dahin bot Derby mit dem Type D 3 ein kleineres Fahrzeug mit einem ähnlichen Motor sowie mit dem 7 CV ein etwa gleich großes Fahrzeug mit einem etwas größeren Sechszylindermotor an.
Das Fahrzeug hat einen wassergekühlten Vierzylindermotor. Er ist vorn im Fahrgestell eingebaut und treibt über ein Vierganggetriebe die Hinterachse an. Der Motor war ein Standard-Einbaumotor der Marke Ruby und stammte von Godefroy et Levêque. Jeder Zylinder hat 60 mm Bohrung und 97 mm Hub, was 1097 cm³ Hubraum ergibt. Der Motor war damals in Frankreich mit 6 CV eingestuft.
Das Fahrzeug war im ersten und dritten Modelljahr mit Radständen von 240 cm und 260 cm erhältlich. Für das Modelljahr 1931, das von Oktober 1930 bis Oktober 1931 ging, ist nur der lange Radstand überliefert.
Im Oktober 1931 folgte der Type L 2. Er hatte den gleichen Motor, aber Frontantrieb.

## Type K 4 Turbo
Diese Ausführung gab es nur im Modelljahr 1930. Sie hat ebenfalls einen wassergekühlten Ruby-Vierzylindermotor dieser Größenordnung. Allerdings hat er 62 mm Bohrung, 90 mm Hub und 1087 cm³ Hubraum. Ein Kompressor erhöht die Motorleistung. Steuerlich war er mit 8 CV eingestuft.

## Erhaltene Fahrzeuge

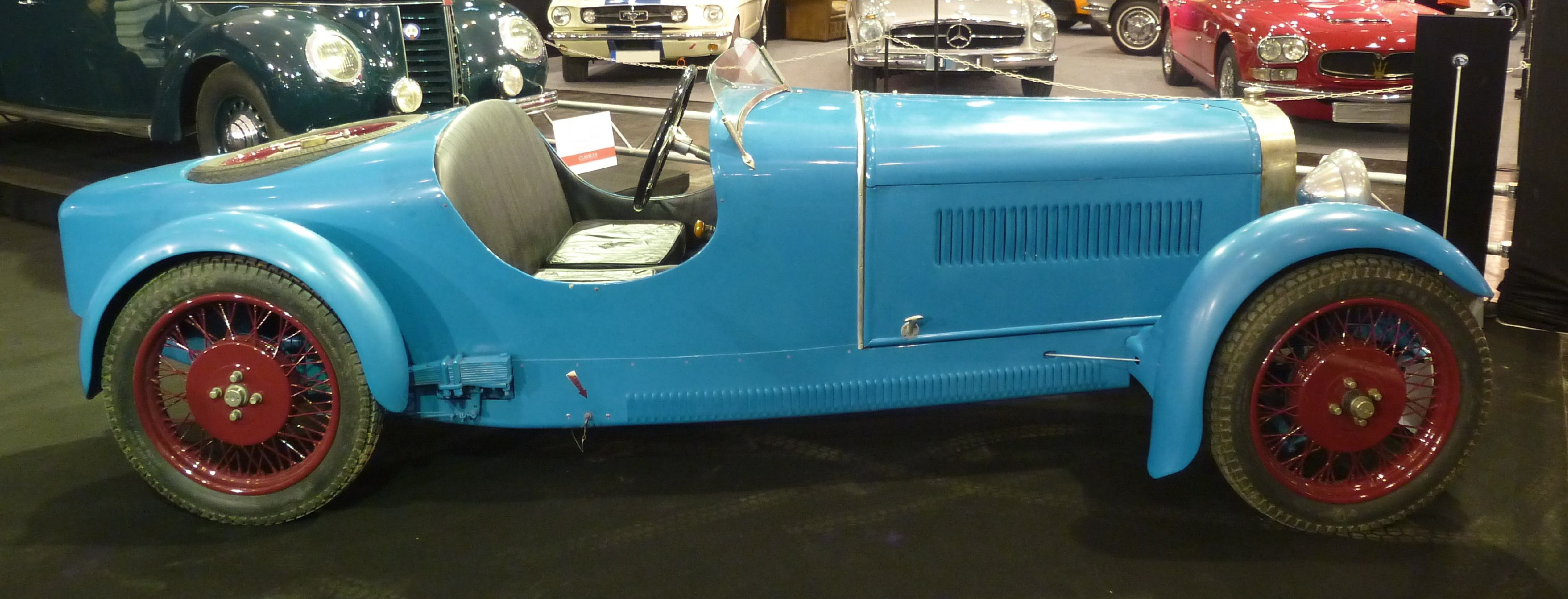
Seitenansicht

Ein blauer Roadster von 1930 mit roten Felgen, kleiner Windschutzscheibe und der aufgemalten Nummer 7 auf dem Kühlergrill existiert noch. Er trägt die Fahrgestellnummer 124 und die Motornummer 20865. Als Neuwagen wurde er vermutlich nach Italien ausgeliefert und befand sich in den 1960er Jahren in einer dortigen Sammlung klassischer Fahrzeuge. 2015 wurde er nach Frankreich verkauft. Am 5. Oktober 2018 wurde er auf einer Auktion angeboten. Der Schätzpreis belief sich auf 115.000 bis 135.000 Euro. Abweichend von obiger Typenbeschreibung hat er einen Sechszylindermotor von CIME mit etwa 1800 cm³ Hubraum. So einen Motor bot Derby im Type L mit 1820 cm³ Hubraum an. Der Radstand beträgt ebenfalls abweichende 270 cm.
Ein weiterer blauer Roadster, allerdings ohne Frontscheibe, existiert in der Schweiz. Er hat die Fahrgestellnummer 120. 1947 gehörte er der Baugenossenschaft Konkordia in Zug und trug das Schweizer Kontrollschild ZG 1228. Am 10. Oktober 1949 kaufte ihn der Bauer Alfred Stern aus Moudon. Da der Wagen zu dieser Zeit keinen Motor hatte, installierte er einen von Renault. Er nutzte den Derby auch als fahrbaren Antrieb für Güllepumpen und Kreissägen. Der Automobilhistoriker und Autor Ernest Schmid erwarb den Wagen in den 1950er Jahren und stellte ihn für Jahrzehnte ab. 1993 kaufte der Autor Bernhard Brägger das Fahrzeug und baute es neu auf. Er installierte einen zeitgenössischen S.C.A.P.-Motor mit etwa 1100 cm³ Hubraum und einen Cozette-Kompressor.
Außerdem gibt es einen schwarzen Roadster mit roten Farbelementen von 1930. Er hat die Fahrgestellnummer 134 und die Motornummer 20894. Er hat einen Sechszylindermotor von CIME mit rund 1820 cm³ Hubraum. Der Sammler Serge Pozzoli fand das Fahrzeug in den 1950er Jahren im Département Yvelines. Ab etwa 1966 stand es leihweise im Musée des 24 Heures du Mans an der Rennstrecke von Le Mans, danach in seinem eigenen Musée du Gérier und anschließend bei verschiedenen Sammlern. 2007 wurde der Wagen auf einer Auktion für 111.625 Euro versteigert. Dort wurde er als L1 K4 Cruiser Six Surbaissé bezeichnet, obwohl ihn das Typenschild als Type K 4 auswies, was auf eine Mischform zwischen dem Type K 4 und dem Type L hindeutet. 2023 stand das Fahrzeug in den Niederlanden.